# Volgogradská oblast
Volgogradská oblast (rusky Волгогра́дская о́бласть) je jednou z oblastí v Rusku. Nachází se v jižní části evropské poloviny země, na dolním toku řeky Volhy.

## Historie
Volgogradská oblast byla ustanovena 5. prosince 1936 pod názvem Stalingradská oblast. Před tím bylo území nazýváno krajem i oblastí (s různými názvy), hranice území se však několikrát měnily.

## Oblastní symboly

### Vlajka
Vlajka Volgogradské oblasti je tvořena červeným listem o poměru stran 2:3 s vyobrazením bílé sochy Matka vlast volá (umístěné na návrší zvaném Mamajova mohyla). Souběžně se žerdí jsou dva modré, svislé pruhy, jejichž šířka odpovídá 1/16 délky vlajky – a je stejná, jako vzdálenost mezi nimi a vzdálenost první z nich od okraje vlajky (žerdi). Výška zobrazené sochy je rovna ¾ šířky vlajky.

## Geografie
Oblast hraničí se Saratovskou, Rostovskou, Astrachaňskou, Voroněžskou oblastí, dále pak s Kalmyckou republikou a Kazachstánem.
Území volgogradské oblasti je velmi nížinné, nejvyšší vrcholky se vypínají pouze do výšky 200 až 300 m n. m. Hlavními řekami jsou Volha, největší veletok Evropy, a Don. Obě jsou spojené průplavem, v dolním toku Donu se pak nachází Cimljanská přehradní nádrž. Stejně je také severně od oblastního města Volgogradu přehrazena i Volha, nachází se zde Volgogradská přehradní nádrž.
Naprosto největší význam zde má město Volgograd, kde žije více než třetina obyvatel celé oblasti. Soustřeďuje se sem také průmysl a vedou sem významné silnice i železnice. Dalším významným sídlem je Volžskij, který vznikl při budování již zmíněné Volgogradské přehradní nádrže. Mezi větší města se pak řadí také více než stotisícový Kamyšin na severu oblasti.